# Mervyn Johns
David Mervyn Johns (* 18. Februar 1899 in Pembroke, Pembrokeshire; † 6. September 1992 in Northwood, Middlesex) war ein walisischer Schauspieler.

## Leben
Mervyn Johns studierte zunächst Zahnmedizin und wechselte dann zur Schauspielausbildung, die er an der Royal Academy of Dramatic Art absolvierte. Nach seinem Bühnendebüt im Jahr 1923 trat er unter anderem in England, Australien und Südafrika auf. Es folgten erste Rollen im Film ab 1934. Johns, der meist sensible, schüchterne oder zerstreute Persönlichkeiten darstellte, wirkte in einer ganzen Reihe von namhaften Filmen mit und brachte es, ohne jemals wirkliche Hauptrollen zu spielen, zu einer bemerkenswerten Popularität im britischen Unterhaltungsfilm. Zu seinen bekanntesten Rollen gehörten ein ängstlicher Landhaus-Gast im Mysteryfilm Traum ohne Ende (1945) und die Rolle des armen Angestellten Bob Cratchit in der Dickens-Verfilmung Eine Weihnachtsgeschichte (1951), außerdem hatte er Nebenrollen an der Seite von Gregory Peck in Moby Dick (1956) sowie Howard Keel in Blumen des Schreckens (1963). Bis 1979 stand er für über 100 Film- und  Fernsehproduktionen vor der Kamera.
Seine einzige Tochter aus seiner ersten Ehe mit der australischen Konzertpianistin Alyce Steele wurde ebenfalls berühmt: die 1923 geborene Tochter Glynis Johns arbeitete als Filmschauspielerin und Tänzerin und spielte neben ihrem Vater in zwei Filmen, nämlich The Halfway House (1944) und Der endlose Horizont (1960). Nach dem Tod seiner Frau im Jahre 1971 (nach rund 50 Jahren Ehe) heiratete er 1976 die Schauspielerin Diana Churchill (1913–1994), diese Ehe hielt bis zu seinem Tod im Jahre 1992. Er wurde 93 Jahre alt.

## Filmografie (Auswahl)
- 1939: Riff-Piraten (Jamaica Inn)
- 1942: Die nächsten Angehörigen (The Next of Kin)
- 1943: San Demetrio (San Demetrio, London)
- 1944: The Halfway House
- 1945: Apotheker Sutton (Pink String and Sealing Wax)
- 1945: Traum ohne Ende (Death of Night)
- 1946: Das gefangene Herz (The Captive Heart)
- 1947: Captain Boycott
- 1948: Edward, mein Sohn (Edward, My Son)
- 1948: Toto-Glück (Easy Money)
- 1948: Quartett (Quartet)
- 1949: Männer, Mädchen, Diamanten (Diamond City)
- 1951: Eine Weihnachtsgeschichte (Scrooge)
- 1951: Der wunderbare Flimmerkasten (The Magic Box)
- 1953: Der Freibeuter (The Master of Ballantrae)
- 1954: Romeo und Julia (Romeo and Juliet)
- 1956: Neunzehnhundertvierundachtzig (1984)
- 1956: Moby Dick
- 1956: Banken, Bonzen und Banditen (The Counterfeit Plan)
- 1957: Interpol ruft Berlin (The Vicious Circle)
- 1959: Noch einmal mit Gefühl (Once More, With Feeling!)
- 1960: Der Marder von London (Never Let Go)
- 1960: Der endlose Horizont (The Sundowners)
- 1961: Franz von Assisi (Francis of Assisi)
- 1961: Blumen des Schreckens (The Day of the Triffids)
- 1961: Ein Echo von Barbara (Echo of Barbara)
- 1963: Die Sieger (The Victors)
- 1963: Das alte finstere Haus (The Old Dark House)
- 1963: 55 Tage in Peking (55 Days at Peking)
- 1965: Kennwort „Schweres Wasser“ (The Heroes of Telemark)
- 1972: Bis zum letzten Patienten (The National Health)